# Нуча (река)
Ну́ча — река в России, протекает в Ардатовском районе Нижегородской области. Устье реки находится в 145 км по левому берегу реки Тёша. Длина реки составляет 22 км, площадь бассейна — 128 км².

## Этимология
Название реки восходит к финно-угорскому корню нук/нух — «овраг» с гидроформантом ша/жа — «небольшая речка».

## Течение
Исток реки у деревни Липелей в 5 км к северо-востоку от города Ардатов. Река течёт на северо-восток, перед устьем поворачивает на северо-запад. Всё течение проходит по безлесой, плотно заселённой местности; Нуча протекает деревню Липелей и сёла Нуча, Нучарово, Выползово, Левашово, Голяткино, Личадеево и Докукино. Впадает в Тёшу чуть ниже Докукина. В межень верховья пересыхают.

## Данные водного реестра
По данным государственного водного реестра России относится к Окскому бассейновому округу, водохозяйственный участок реки — Тёша от истока и до устья, речной подбассейн реки — Бассейны притоков Оки от Мокши до впадения в Волгу. Речной бассейн реки — Ока.
По данным геоинформационной системы водохозяйственного районирования территории РФ, подготовленной Федеральным агентством водных ресурсов:
- Код водного объекта в государственном водном реестре — 09010300212110000030595
- Код по гидрологической изученности (ГИ) — 110003059
- Код бассейна — 09.01.03.002
- Номер тома по ГИ — 10
- Выпуск по ГИ — 0